# Аріанна Бріді
Аріанна Бріді (італ. Arianna Bridi, 6 листопада 1995) — італійська плавчиня.
.